# Fryderyk Mally
Fryderyk Dominik Józef Mally (ur. 20 maja 1893 w Wiedniu, zm. 19 sierpnia 1984 w Londynie) – pułkownik dyplomowany kawalerii Wojska Polskiego, kawaler Orderu Virtuti Militari.

## Życiorys
Urodził się 20 maja 1893 w Wiedniu jako syn Gustawa.
Początkowo odbywał służbę wojskową w armii austriackiej, którą zakończył w stopniu porucznika kawalerii. Od listopada 1918 służył w Wojsku Polskim. W 1921 zweryfikowany w stopniu rotmistrza ze starszeństwem z 1 czerwca 1919. Służył w 6. Pułku Ułanów. Ukończył II Kurs doszkolenia (1922–1923) w Wyższej Szkole Wojennej w Warszawie. Na stopień majora awansowany z dniem 1 lipca 1923. W 1924 służył w 1. Pułku Szwoleżerów. Po przewrocie majowym został oddelegowany do Generalnego Inspektoratu Sił Zbrojnych, gdzie otrzymał awans do stopnia podpułkownika Sztabu Generalnego. Od sierpnia 1926 szef Wydziału Organizacyjnego Oddziału II Sztabu Generalnego. W październiku 1927 wyznaczony na zastępcę dowódcy 21. Pułku Ułanów, ale już w listopadzie tego roku skierowany do Generalnego Inspektoratu Sił Zbrojnych. Mianowany podpułkownikiem 1 stycznia 1928. W grudniu 1929 został przeniesiony z Inspektoratu Armii Warszawa do 27 Pułku Ułanów w Nieświeżu na stanowisko dowódcy pułku, które pełnił do 1934. 10 grudnia 1931 został mianowany na stopień pułkownika ze starszeństwem z 1 stycznia 1932 i 5. lokatą w korpusie oficerów kawalerii. W 1934 ponownie przydzielony do GISZ w stopniu pułkownika pozostał w Inspektoracie do wybuchu II wojny światowej. Od lipca 1937 do marca 1939 pełnił służbę na stanowisko I oficera u inspektora armii gen. dyw. Mieczysława Norwid-Neugebauera. Od 1 do 14 września 1939 w Sztabie Naczelnego Wodza. Następnie do 18 września dowodził obroną Kołomyi, po czym opuścił Polskę i przedarł się do Francji. Od października 1939 szef biura komisji badań przyczyn klęski wrześniowej (Komisji Powołanej w Związku z Wynikiem Kampanii Wojennej 1939). Jeden z organizatorów ewakuacji polskich żołnierzy z Francji do Wielkiej Brytanii. Od sierpnia 1940 radca Poselstwa RP w Lizbonie, gdzie pełnił do maja 1942 nieoficjalnie funkcję attaché wojskowego. W późniejszym okresie II wojny światowej wiceminister spraw wojskowych w Londynie, szef Biura Ogólno-Organizacyjnego Ministerstwa Obrony Narodowej (MON), a także delegat MON do Rady Narodowej w Londynie. Po demobilizacji pozostał na emigracji w Londynie.
Był mężem Zofii z Teodorowiczów (1898–1981).
Zmarł 19 sierpnia 1984 w Londynie. Pochowany 14 września 1984 na Hampstead Cemetery w Londynie.

## Ordery i odznaczenia
- Krzyż Srebrny Orderu Wojskowego Virtuti Militari nr 5242 – 28 lutego 1922[10]
- Krzyż Oficerski Orderu Odrodzenia Polski (27 listopada 1929)[11]
- Krzyż Walecznych (dwukrotnie) „za czyny męstwa i odwagi wykazane w bojach toczonych w latach 1918–1921”
- Złoty Krzyż Zasługi[4]
- Odznaka Pamiątkowa Generalnego Inspektora Sił Zbrojnych (15 lipca 1936)